# Objet spatial
 (novembre 2023).
Si vous disposez d'ouvrages ou d'articles de référence ou si vous connaissez des sites web de qualité traitant du thème abordé ici, merci de compléter l'article en donnant les références utiles à sa vérifiabilité et en les liant à la section « Notes et références ».
Un objet spatial est un type de données particulier pour les bases de données relationnelles. Ces objets peuvent être simples comme un point, une ligne, un polygone ou bien plus complexes; ils représentent des données géographiques. 

## Performances
Le fait de stocker la géométrie avec ses attributs permet une meilleure manipulation des données, qui sont généralement stockées dans différents fichiers sous différents formats.
En utilisant les objets spatiaux, les attributs liés aux objets peuvent être facilement interrogés et croisés entre eux. Il devient facile de connaître par exemple le nombre d'ouvrages d'art de plus de 10 ans parcourus par une piste cyclable situés dans une zone marécageuse protégée.

## Modèle de données
Il existe différents modèles relationnels incluant des données spatiales, dont PostGIS en version open-source ; différents sociétés ont développé leur propre modèle, principalement les sociétés Environmental Systems Research Institute (ESRI) et Oracle Corporation.